# Montañeses Fútbol Club
El club Montañeses Fútbol Club es un equipo de fútbol de Orizaba, Veracruz que participa en la Serie A de la Segunda División de México.

## Historia
El 26 de junio de 2021 el Fuertes de Fortín Fútbol Club consiguió el campeonato la Zona A de la Tercera División, por lo que ganó el derecho a ascender a la Serie A de México, tercera categoría del fútbol mexicano. Una semana más tarde el club se proclamó como campeón nacional de la categoría.
Después de conseguir el ascenso se dio a conocer que el club Fuertes de Fortín tendría problemas para participar en una categoría superior debido a que no contaba con la infraestructura adecuada para tomar parte del circuito de bronce del fútbol mexicano, por ello, se comenzaron a recibir ofertas para trasladar la franquicia a plazas como Córdoba, Orizaba, Xalapa y Tuxtepec, las cuales sí cumplirían con los lineamientos de la competición, sin embargo, en un principio todas estas opciones fueron rechazadas y se buscaba mantener al club en Fortín de las Flores, aunque eso implicara quedarse sin ascenso.
A finales del mes de julio de 2021 se anunció la venta de la franquicia de Fuertes de Fortín a un grupo de empresarios de Orizaba, para que esta pudiera participar en la también llamada Serie A de la Liga Premier, en un principio se buscaba llamar al equipo Academia Orizaba Fútbol Club, sin embargo, posteriormente se anunció que el conjunto fue nombrado Montañeses Fútbol Club, esto tras no poder utilizar el primer nombre propuesto, debido a que anteriormente  Albinegros de Orizaba había utilizado la denominación de la ciudad en su identidad y este club fue desafiliado por la Federación Mexicana de Fútbol en diciembre de 2019, por lo que ningún otro equipo puede utilizar el topónimo del lugar como parte de su identidad.
El 30 de julio de 2021 se confirmó la participación del club en la Serie A de México, siendo colocados en el Grupo 2 de la categoría. En el mes de agosto el equipo confirmó a Víctor Hernández como su entrenador, siendo el mismo estratega que logró el ascenso de Fuertes de Fortín, además se anunció que el equipo estaría integrado mayoritariamente por futbolistas provenientes de los clubes de la región como el propio Fuertes de Fortín y algunos que habían tomado parte del club Albinegros de Orizaba.
El equipo debutó oficialmente el 20 de septiembre de 2021 en el Estadio Los Pinos de Cuautitlán, Montañeses derrotó como visitante al Deportivo Dongu con un marcador de 2-3, Esteban Torres marcó los primeros dos goles en la historia del club de Orizaba. Desde su fundación el equipo no ha logrado acceder a liguilla de su categoría, sin embargo, por mantenerse en la pelea por acceder a la fase final el equipo sí ha conseguido clasificarse a las dos ediciones de la Copa Conecta, un torneo celebrado entre los equipos de la Segunda y Tercera División de México.

## Instalaciones
El Montañeses Fútbol Club disputa sus partidos como local en el Estadio Socum, uno de los estadios más antiguos en México, construido en 1899. A pesar de que comenzó en sus inicios como especie de velódromo para el uso de diversos deportes, fue después de 1900 que se priorizó exclusivamente para el fútbol. Está ubicado en el centro-norte de la ciudad. Tiene capacidad para 7,000 espectadores. El equipo pudo comenzar a usar este estadio en febrero de 2023 luego de que se lograra un acuerdo entre el Montañeses F.C. y la cervecera propietaria del inmueble, además el recinto fue renovado con la colocación de nuevo pasto, bancas, baños y pintura.
Por otro lado, desde su fundación y hasta febrero de 2023 el equipo disputó sus juegos como local en el estadio del Complejo Deportivo Orizaba Sur, el cual cuenta con una capacidad para albergar a aproximadamente 3,000 espectadores.

## Temporadas
| Temporada     | División          | Posición      |
| ------------- | ----------------- | ------------- |
| Apertura 2021 | 3.Segunda Serie A | 8°. Grupo II  |
| Clausura 2022 | 3.Segunda Serie A | 5°. Grupo II  |
| Apertura 2022 | 3.Segunda Serie A | 4°. Grupo III |
| Clausura 2023 | 3.Segunda Serie A | 5°. Grupo III |
| 2023/2024     | 3.Segunda Serie A | 8°. Grupo II  |
| Apertura 2024 | 3.Segunda Serie A | 6°. Grupo III |
| Clausura 2025 | 3.Segunda Serie A | 4°. Grupo III |